# Temnosternus imbilensis
Temnosternus imbilensis är en skalbaggsart som beskrevs av Mckeown 1942. Temnosternus imbilensis ingår i släktet Temnosternus och familjen långhorningar. Inga underarter finns listade i Catalogue of Life.